# Mercantilisme anglais
Le mercantilisme anglais, appelé aussi « commercialisme », voit dans le commerce extérieur la source de la richesse d'un pays, ce commerce étant par ailleurs fondé sur une solide base industrielle qu'est la construction des navires pour la Royal Navy, qui sera elle-même la base de la puissance militaire de l'Angleterre qui fondera en retour sa puissance commerciale. Avec la France, l'Angleterre fut le seul pays ayant connu une véritable politique mercantiliste.
Le mercantilisme est une conception de l'économie qui prévalait entre le XVIe siècle et le milieu du XVIIIe siècle en Europe. Les penseurs mercantilistes prônaieent le développement économique par l'enrichissement des nations grâce au commerce extérieur pour permettre de dégager un excédent de la balance commerciale grâce à l'investissement dans des activités économiques à rendement croissant.

## Fondements du mercantilisme anglais
Le mercantilisme anglais atteignit son apogée durant la période dite du Long Parliament (1640–1660). Les politiques mercantilistes furent aussi appliquées durant les périodes Tudor et Stuart, Robert Walpole étant notamment un principal partisan. Le contrôle du gouvernement sur l'économie domestique était moins important que dans le reste du continent européen en raison de la tradition de la common law et du pouvoir croissant du parlement.
Les monopoles contrôlés par l'État étaient répandus, notamment avant la Première Révolution anglaise, bien que souvent débattus. Les auteurs mercantilistes anglais étaient eux-mêmes partagés sur la nécessité d'un contrôle de l'économie intérieure. Le mercantilisme anglais prit surtout la forme d'un contrôle du commerce international. Une large gamme de régulations fut mise en place pour encourager les exportations et décourager les importations. Des droits de douane furent instaurés sur les importations et des subventions à l'exportation ont été mises en place. L'exportation de certaines matières premières fut interdite. Les Navigation Acts interdirent aux marchands étrangers de faire du commerce intérieur en Angleterre. L'Angleterre accrut ses colonies et, une fois sous contrôle, des règles y furent mises en place les autorisant seulement à produire des matières premières et à faire du commerce uniquement avec l'Angleterre. Cela a conduit à des tensions croissantes avec les habitants de ces colonies et furent une des causes majeures de la Révolution américaine.
Ces politiques aidèrent grandement lorsque l'Angleterre devienne le plus important commerçant au monde et une puissance économique internationale s'appuyant sur sa flotte de guerre, la Royal Navy, constituée grâce à la puissance fiscale de l'État, comme le montre Patrick O'Brien. Sur le plan intérieur, la conversion des terres non cultivées en terres agricoles eut un effet durable. Les mercantilistes pensaient que pour maximiser le pouvoir d'une nation, toutes les terres et les ressources devaient être utilisées au maximum, ce qui les conduisit à lancer des projets majeurs comme le drainage de la région des Fens.
- Monopoles, privilèges, mesures destinées à favoriser les compagnies maritimes
- Aides à l’exportation, droits de douane élevés
- Développement de la marine par la construction navale
- Faible taux d’intérêt
- Politique coloniale pour garantir de nouveaux marchés

## Les penseurs mercantilistes anglais

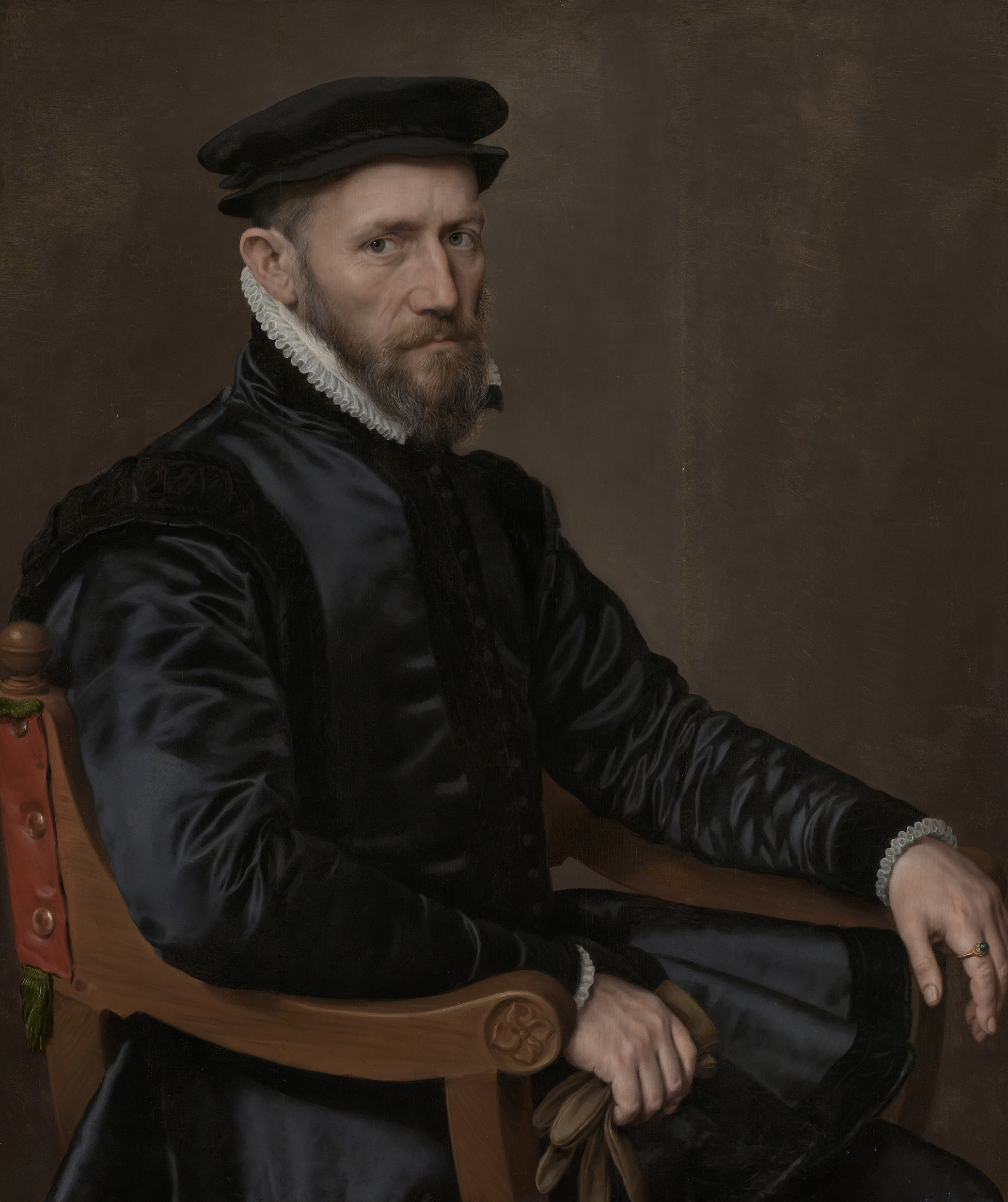
Sir Thomas Gresham - Portrait par Anthonis Mor, vers 1554

- Thomas Gresham (env. 1519 - 21 novembre 1579), auteur de la Loi de Gresham (« la mauvaise monnaie chasse la bonne »)
- Thomas Mun (1571 - 1641) : auteur du Discourse of Trade from England into the East Indies (1621) et de England's Treasure By Foreign Trade (1664)    [2]
- Gerard de Malynes (1586-1641) : auteur de The Canker of Englands Common Wealth (1601) et de The Maintenance of Free Trade (1622)
- William Petty (1623-1687)
- Josiah Child (1630-1699) : directeur à la Compagnie anglaise des Indes orientales. Il a publié en 1668 un ouvrage qui eut une influence certaine New discourse of trade, dans la tradition du Mercantilisme anglais. Il prône l'imposition par la loi de taux d'intérêt très bas (4 % au lieu de 6 %) comme un moyen d'assurer la prospérité générale, et présente les Actes de Navigation comme plus adaptés aux besoins de la défense qu'aux intérêts du commerce. Il fut avec William Petty l'un des représentants de l'école anglaise des précurseurs de l'économie, formée par le commerce international.
- Gregory King : (1648 - 1712) : haut fonctionnaire et l'un des premiers grands statisticiens économiques du monde moderne.

## Histoire des politiques mercantilistes anglaises

### XVIesiècle
La première flotte permanente naît avec la Royal Navy, fondée par le roi  Henry VIII. À la mort de celui-ci, elle compte déjà 58 vaisseaux dont celui de haut bord, le Mary Rose et de nombreuses galéasses. Pour administrer les infrastructures requises, en 1546, Henry VIII crée le conseil de la marine qui prit plus tard, le nom de Navy Board, chargé de gérer l'administration quotidienne de la marine.
Élisabeth Ire encourage la guerre de course pour mener la lutte contre l'empire maritime espagnol dans l'Atlantique. S'y distinguent particulièrement, John Hawkins et Francis Drake. Les douanes (dont le produit croit avec l'essor du commerce), assure à la couronne des recettes confortables. C'est d'ailleurs sous Élisabeth qu'est fondée la Bourse de Londres (1566) et que la capitale anglaise se développe. La Compagnie anglaise des Indes orientales est instituée par la reine en 1600 et se développe grâce à un monopole commercial et installe des comptoirs en Inde.  

### Les premiers Stuarts
Au XVIIe siècle, Charles Ier relance la construction navale, et en 1633, cinquante vaisseaux royaux sont disponibles. Ce chiffre chute ensuite à quarante deux en 1642, à la suite de difficultés de trésorerie du royaume.

### Révolution et République
Au début de la guerre civile anglaise, la flotte de 35 navires, se range du côté du parlement et s'accroît alors très rapidement jusqu'à parvenir à cent deux bâtiments en 1652. Quand Charles II monte sur le trône en 1660, l'effectif est de 154 vaisseaux. Le roi change le nom de la flotte en Royal Navy et désigne Samuel Pepys à la tête du Navy Board, où il organise la création de l'amirauté. Suivent deux guerres contre les Pays-Bas en 1664 et 1674, Pepys est finalement écarté en 1688, lors de la déposition de Jacques II.
Olivier Cromwell favorise la construction navale et réorganise la marine. 
Le mercantilisme commercial se renforce ensuite avec les guerres anglo-néerlandaises : les marchandises étrangères arrivant en Angleterre doivent être transportées sur des bateaux anglais ou du pays d’origine des marchandises.